# Stefan Lorenz Sorgner
Stefan Lorenz Sorgner (ur. 15 października 1973 w Wetzlar) – niemiecki filozof metahumanista i transhumanista, badacz Nietzschego, filozof muzyki i znawca w zakresie etyki nowych technologii. 

## Życiorys
Studiował filozofię w King’s College London (licencjat w 1997), Uniwersytecie w Durham (tytuł magistra w 1998), Uniwersytecie Justusa Liebiga w Gießen i Uniwersytecie Friedricha Schillera w Jenie (stopień naukowy doktora - DPhil w 2009). Wykładał filozofię i etykę na uniwersytetach w Giessen, Jenie, Erfurcie i Erlangen. Od 2016 wykłada w amerykańskim uniwersytecie sztuk wyzwolonych John Cabot University w Rzymie. Sorgner jest członkiem kilku rad redakcyjnych i doradczych (Institute for Ethics and Emerging Technologies, Ewha Womans University).

## Główne koncepcje i założenia
W 2009 r. w numerze 20 (1) Journal of Evolution and Technology ukazał się artykuł Sorgnera „Nietzsche, the Overhuman, and Transhumanism”, który pokazuje, że istnieją istotne podobieństwa między nietzscheańską koncepcją nadczłowieka a koncepcją postczłowieka według poglądu niektórych transhumanistów. Sorgner pozostaje w otwartej polemice z Nickiem Bostromem, który chce odróżnić swój typ transhumanizmu od filozofii Nietzschego. Interpretacja Sorgnera spotkała się z odzewem zarówno wśród badaczy Nietzschego, jak i wśród transhumanistów. Redakcja Journal of Evolution and Technology poświęciła specjalny numer zagadnieniu relacji między transhumanizmem, F. Nietzschem i europejskimi filozofiami posthumanistycznymi – numer 21 (1) ze stycznia 2010 zatytułowany „Nietzsche i europejskie posthumanizmy”, zawierał inne odpowiedzi na artykuł Sorgnera, na przykład autorstwa Maxa More’a oraz Michaela Hauskellera. W związku z ożywioną dyskusją, redakcja pisma postanowiła dać Sorgnerowi szansę na ustosunkowanie się do artykułów. W numerze 21 (2) z października 2010, Sorgner odpowiedział na różne odpowiedzi w swoim artykule „Beyond Humanism: Reflections on Trans- and Posthumanism”. Wracając do krytyki Nietzschego przez Bostroma, w odpowiedzi skierowanej do jego krytyków Sorgner skupia się także na koncepcji Jürgena Habermasa, który podziela Bostromową ideę podobieństwa między Nietzschem a transhumanizmem, ale z przeciwnych powodów. O ile Sorgner uważa, że filozofia Nietzschego może być podzielana przez transhumanistów ze względu na jej progresywny aspekt dotyczący wolności człowieka do samoprzezwyciężenia i samodoskonalenia, to według Habermasa, który odrzuca wszelkie procedury genetycznego ulepszania, transhumanizm jest nie do przyjęcia ze względu na niebezpieczeństwo, że nowa „nietzscheańska elita” mogłaby narzucić „liberalną eugenikę”, która jest zasadniczo „faszystowska”. Sorgner skrytykował Habermasa, zarzucając mu, że jest po prostu „uzdolniony retorycznie” i że Habermas „doskonale zdawał sobie sprawę, że skutecznym sposobem wywołania u czytelnika negatywnych reakcji na ludzkie procedury biotechnologiczne byłoby utożsamienie tych środków z procedurami stosowanymi w nazistowskich Niemczech”. 
Sorgner krytykuje również to, co Habermas twierdzi o różnicy między edukacją a inżynierią genetyczną. Według Habermasa manipulacja genetyczna bardzo różniłaby się od edukacji w tym zakresie ze względu na nieodwracalność. Modyfikacji genetycznych Sorgner kwestionuje zarówno to, że dzieci nie zawsze mogą mieć obiektywny wgląd we własną edukację, jak i to, że modyfikacje genetyczne są nieodwracalne, czego dowodzą przede wszystkim osiągnięcia w dziedzinie epigenetyki. 
Sorgner przedstawił również niektóre aspekty swojego własnego stanowiska filozoficznego, na które silny wpływ wywarł jego nauczyciel Gianni Vattimo. Akceptuje „słabą myśl” Vattimo (po włosku: „pensiero debole”), ale krytykuje rozumienie przez Vattimo historii „osłabienia bytu”. Jako alternatywę Sorgner sugeruje światową, naturalistyczną i perspektywistyczną interpretację świata, którą wyjaśnił bardziej szczegółowo w swojej monografii „Menschenwürde nach Nietzsche: Die Geschichte eines Begriffs” z 2010 roku (Godność ludzka według Nietzschego: historia koncepcji). 
Sorgner uważa „nihilizm”, który Nietzsche opisał jako „całkowity zysk”: „oznacza to również, że dominująca koncepcja godności człowieka, z perspektywy perspektywizmu, nie ma wyższego statusu w zakresie znajomości prawdy w korespondencji z rzeczywistością niż koncepcje Adolfa Hitlera czy Pol Pota”. Po tym, jak bioetycy i transhumaniści omówili związek między Nietzschem a transhumanizmem, debatę podjęli niektórzy czołowi uczeni Nietzschego. Keith Ansell–Pearson, Paul Loeb i Babette Babich napisali odpowiedzi w czasopiśmie The Agonist, które jest wydawane przez Nietzsche Circle (Nowy Jork). Perspektywistyczny „metahumanizm” Sorgnera, a w szczególności jego Menschenwürde nach Nietzsche, był omawiany na sympozjum zorganizowanym przez „Nietzsche Forum Munich”, którego współzałożycielem był Thomas Mann. Czołowi filozofowie niemieccy, m.in. Annemarie Pieper odpowiedzieli na radykalne sugestie Sorgnera dotyczące konieczności rewizji panującej na tym wydarzeniu koncepcji godności człowieka. 
W maju 2013 r. tygodnik Die Zeit opublikował wywiad z Sorgnerem, w którym podsumowano kilka jego sugestii dotyczących godności ludzkiej, pojawiających się technologii oraz trans- i posthumanizmu. Jesienią 2014 roku wydawnictwo Alber Verlag opublikowało zbiór esejów zatytułowany Umwertung der Menschenwürde (Przewartościowanie ludzkiej godności), pod redakcją Beatrix Vogel, w którym czołowi międzynarodowi teolodzy, filozofowie i etycy napisali krytyczne odpowiedzi na sugestie Sorgnera dotyczące pojęcia „godności ludzkiej”. 

## Wolność i transformacja filozofii Heraklita jako elementy godności ludzkiej Sorgnera
W filozofii Heraklita na pierwszy plan wyłania się koncepcja zmiany jako konstrukcji rzeczywistości „wszystko płynie” oraz kluczowe zdanie „Bogowie są nieśmiertelnymi ludźmi, a ludzie śmiertelnymi Bogami”. Zdanie nie oznacza jednak specjalnego statusu człowieka, wręcz przeciwnie podkreśla, że jako istoty samostanowiące o sobie powinniśmy wstać z kolan i być sobą. I to „bycie sobą” jest fundamentalną myślą przewodnią w filozofii Sorgnera. Jest kluczem dla zrozumienia współczesnego pluralizmu i kluczem w wyjaśnieniu polemiki Sorgnera z Habermasem, ponieważ zgoda Sorgnera na eksperymenty tranhsumanizmu nie wynika tak naprawdę z chęci wywyższenia człowieka jako jednostki, a z potrzeby zgody na pluralizm, na pozwolenie człowiekowi na unikalny status „bycia sobą”. „Ja jestem” tak brzmi myśl przewodnia Heraklita, którą Sorgner tłumaczy:
„Określa ona głęboką potrzebę przyznania indywiduum specjalnego statusu – statusu do samodecydowania bez względu na to czy to samodecydowanie w obiektywnym sensie jest dla jednostki dobre czy złe, ponieważ decyzja o byciu sobą jest warunkiem koniecznym do szczęścia, a nie obiektywny osąd.”
Jest to silnie skorelowana koncepcja z koncepcją wolnej woli Fryderyka Nietzschego. Wolna wola jest kluczowym warunkiem szczęścia świadomego.
De facto koncepcja Sorgnera nie ma nic wspólnego z tym co zarzuca mu Habermas, wręcz przeciwnie jest przejawem maksymalnej wolności – warunku niezbędnego dla osiągnięcia poziomu godności dającej poczucie szczęścia jednostce.

## Arystotelesowska koncepcja świadomości i poczucie szczęścia w myśli Sorgnera
W filozofii Sorgnera dotyczącej koncepcji szczęścia występuje silna korelacja z wolnością. Arystoteles powiedział „bycie świadomym to de facto bycie świadomym swojego położenia”, gdzie główny nacisk położony jest na silną subiektywność koncepcji świadomości, to samo, choć w innej wersji przejawia Nietzsche, pisząc o wolnej woli i wstaniu z kolan odrzucając fałszywą skromność i do tego samego nawiązuje Sorgner w swojej koncepcji pluralizmu i zindywidualizowania. Są to elementy, których zastosowanie jest w stanie zaoferować człowiekowi dobre życie z poziomu godności wolnej woli, czyli życie prawdziwe. 
W 2021 roku Sorgner opublikował książkę We Have Always Been Cyborgs, w której argumentuje, że skoro „cyborga” można zdefiniować jako „organizm rządzony, sterowany”, to „zawsze byliśmy cyborgami”. Rodzaj transhumanizmu proponowany przez Sorgnera opiera się przede wszystkim na tym, co nazywa „technologiami transludzkimi opartymi na węglu”, czyli edycji genów, inżynierii genetycznej i selekcji genów, które nazywa „najważniejszym wynalazkiem naukowym ludzkości”. Ponieważ dla niego modyfikacja genów jest „strukturalnie analogiczna do tradycyjnej edukacji rodziców”, także z etycznego punktu widzenia nie powinniśmy stosować odmiennych kryteriów moralnych w przypadku „tradycyjnej” edukacji i inżynierii genetycznej, jeśli ta ostatnia ma na celu w osiągnięciu największego dobra dla ludzkości. Z tego samego powodu, zdaniem Sorgnera, znikają wszelkie zastrzeżenia etyczne wysuwane dotychczas przeciwko doskonaleniu moralnemu.

## Publikacje (wybór)
- Stefan Lorenz Sorgner: We Have Always Been Cyborgs: Digital Data, Gene Technologies, and an Ethics of Transhumanism. Bristol: Bristol University Press, 2021. ISBN 978-1-5292-1920-3. OCLC 1284778428. (ang.). Brak numerów stron w książce
- Stefan Lorenz Sorgner: Schöner neuer Mensch. Berlin: Nicolai Publishing & Intelligence, 2018. ISBN 978-3-96476-005-0. OCLC 1049592367. (niem.). Brak numerów stron w książce
- Stefan Lorenz Sorgner: Menschenwürde nach Nietzsche Die Geschichte eines Begriffs. Darmstadt: wbg Academic, 2012. ISBN 978-3-534-70801-7. OCLC 1334888141. (niem.). Brak numerów stron w książce
- Stefan Lorenz Sorgner: Music in German Philosophy. University of Chicago Press, 2011. ISBN 978-1-283-05858-2. OCLC 743397702. (ang. • niem.). Brak numerów stron w książce
- Stefan Lorenz Sorgner, Fürberth Oliver: Musik in der deutschen Philosophie. H. James Birx, Nikolaus Knoepffler, Robert Ranisch. Stuttgart: J.B. Metzler'sche Verlagsbuchhandlung und Carl Ernst Poeschel Verlag, 2011. ISBN 978-3-476-05250-6. OCLC 707068937. (niem.). Brak numerów stron w książce
- Stefan Lorenz Sorgner: Musik in der antiken Philosophie. Würzburg: Königshausen & Neumann, 2010. ISBN 978-3-8260-3393-3. OCLC 660216239. (niem.). Brak numerów stron w książce
- Stefan Lorenz Sorgner, Birx H. James, Knoepffler Nikolaus, Ranisch Robert: Wagner und Nietzsche : Kultur, Werk, Wirkung. Reinbek: Rowohlt Taschenbuch Verlag, 2008. ISBN 978-3-499-55691-3. OCLC 191828796. (niem.). Brak numerów stron w książce
- Stefan Lorenz Sorgner: Metaphysics without truth: on the importance of consistency within Nietzsche's philosophy. München: Herbert Utz, 1999. ISBN 978-3-89675-589-6. OCLC 493688129. (ang.). Brak numerów stron w książce